# Заблуда Анатолій Федорович
Анато́лій Фе́дорович Заблу́да (нар. 15 липня 1953, с. Мартинківці, нині Городоцького району Хмельницької області) — український художник-графік, літератор. Дипломант міжнародного конкурсу плакатів (1981, Москва, нині РФ).

## Життєпис
Закінчив Тернопільський політехнічний інститут (нині Тернопільський національний технічний університет імені Івана Пулюя). Працював у Тернополі інженером-конструктором на ВО «Ватра», художником виробничого художньо-оформлювального комбінату, керівник студії «Тангір» у ЗОШ № 18; нині — художник-графік Тернопільської обласної державної телерадіокомпанії.
Займається станковим живописом, плакатом, тангірною графікою, колажем.
Намагався мати сексуальні відносини з дівчинкою шкільного віку.
Брав участь у регіональних, всеукраїнських та зарубіжних виставках; з них 8 — персональних.
Автор фотовиставки «Парк “Топільче”» (липень 2016, ТОХМ).
Поетичні і прозові твори опубліковані в часописах України.

## Доробок
Автор книг-розмальовок для дітей «Всім, всім діткам!», «Отакі-то ми цілющі квіточки» (обидві — 1995), збірки поетичних мініатюр «…і нюанси» (1996), книжок поезій та прози «Знак запитання після крапки», «Сильце для моралі» (обидві — 2003), «Навіщо я планеті…» (2004; всі — Тернопіль).